# Matthew Bourne
Pour les articles homonymes, voir Bourne.
Matthew Bourne est un danseur et un chorégraphe britannique né à Londres le 13 janvier 1960.
Après des études de chorégraphie au Laban Centre, il fonde sa compagnie « Adventures in Motion Pictures ».
Il est passionné par le répertoire du ballet russe dont il reprend quelques chefs-d'œuvre : il représente L'Oiseau de feu d'Igor Stravinsky en 1988, Casse-noisette en 1993, Swan Lake en 1995 et Cendrillon de Serge Prokofiev en 1997.